# Lonely Day
Lonely Day är en singel från 2006 av den amerikanska metalgruppen System of a Down. Låten gav bandet deras fjärde Grammy-nominering, då i kategorin Best Hard Rock Performance år 2007, men de förlorade till Wolfmothers låt "Woman". System of a Down har tidigare varit nominerade med låtarna "Chop Suey!" (2002), "Aerials" (2003) och vunnit med "B.Y.O.B." (2006). "Lonely Day" släpptes även som en maxisingel, som ibland benämns Lonely Day EP. Detta var även den sista singel som bandet släppte en officiell musikvideo till innan de gjorde uppehåll från varandra i augusti 2006. "Lonely Day" spelas i filmen Disturbia, men den kom inte med på filmens officiella soundtrack.
"Lonely Day" är skriven av Daron Malakian och han förklarar sitt skrivande på följande sätt: "Jag skriver många låtar och en hel del av dessa låtar känner jag att de inte riktigt fungerar för System så jag tar aldrig med dem till System. Detta var en av dessa låtar som jag inte tänkte ta med till bandet... Jag ångrade det.". Shavo Odadjian följde upp förklaringen med följande meningar: "Vi behövde dra låten ur honom. Så han tog med sig den och vi gillade den väldigt mycket. Fast han [Malakian] sa "jag vill verkligen inte ha med denna låt på albumet" men... det var en låt som behövde höras.".

## Låtlista
Alla låtar är skrivna och komponerade av System of a Down, om inte annat anges. 
| Nr | Titel                | Längd |
| -- | -------------------- | ----- |
| 1. | Lonely Day           | 2:48  |
| 2. | Shame (Wu-Tang Clan) | 2:41  |

| 1. | Lonely Day | 2:48 |

| 1. | Lonely Day                | 2:48 |
| 2. | Shame (Wu-Tang Clan)      | 2:40 |
| 3. | Snowblind (Black Sabbath) | 4:40 |
| 4. | Metro (John Crawford)     | 3:00 |
| 5. | Marmalade                 | 3:01 |
| 6. | Lonely Day (Musikvideo)   | 2:53 |